# ブルターニュ (戦艦)
|          | |
| 艦歴     | |
| 発注     | |
| 起工     | 1912年7月1日                                                                                              |
| 進水     | 1913年4月21日                                                                                             |
| 就役     | 1915年9月                                                                                                 |
| 退役     | |
| その後   | 1940年7月3日に戦没                                                                                        |
| 除籍     | |
| 性能諸元 | |
| 排水量   | 基準 23,230トン、満載 26,180トン                                                                          |
| 全長     | 166 m |
| 全幅     | 26.9 m |
| 吃水     | 9.8 m |
| 機関     | パーソンズ式ギヤードタービン、4軸推進、29,000 hp                                                          |
| 最大速   | 20ノット                                                                                                  |
| 航続距離 | 10ノット/4,700海里                                                                                        |
| 乗員     | 士官、兵員1,133名                                                                                         |
| 兵装     | 34cm（45口径）連装砲5基、 13.8cm（55口径）単装砲22門（後に14門）、 7.5cm（50口径）砲8門、 47mm単装砲4門、 |
| 装甲     | 舷側：270mm 甲板：40mm 主砲塔：340mm                                                                      |
| 艦載機   | 3機 |

ブルターニュ (Bretagne) は、フランス海軍の戦艦。プロヴァンス級戦艦の1隻。

## 艦歴
ブルターニュはブレスト海軍工廠で1912年7月1日に起工した。1913年4月21日に進水し、1915年9月に就役した。主砲は新設計の34cm(45口径)砲でこの砲はノルマンディー級にも搭載予定であった、これを連装型式で砲塔に収められ、艦前方に2基、後方に2基、艦中央部に1基、いずれも中心線に配置され前後方向に4門、左右方向に最大10門が向ける事ができた。
1921年から25年にかけて重油専焼缶に換装が行われ、さらに1932年から34年にかけて改修が行われた。新型のボイラーは43,000hpの出力を発揮したにもかかわらず、速度の増加は21ノットから23.4ノットへと僅かな増加であったが、同盟国の同世代の超弩級戦艦が軒並み速力21ノット～24ノットであったため、艦隊行動では問題は無かった。
両大戦において主に地中海で活動し、1940年3月、ブルターニュは変わった任務を命じられた。金の延べ棒1200本を積んで地中海のツーロンからカナダのハリファックスへの回航であった。この金塊はフランスがイギリスやアメリカから物資を輸入する為の代金に充てる物である。やはり延べ棒を積んだ重巡洋艦アルジェリーと共に大型駆逐艦3隻に護衛されての航海であった。
1940年にフランスがナチス・ドイツに降伏すると、ブルターニュはメルセルケビール（Mers El Kébir）へ移動する。イギリスはフランス艦隊がナチス・ドイツの手に渡るのを恐れ、1940年7月3日に巡洋戦艦フッド、戦艦ヴァリアント、戦艦レゾリューションから成る艦隊で攻撃を行う。4隻の戦艦の中で最後まで動けなかった戦艦ブルターニュは、航行を始める前から命中弾が相次ぎ、後部から沈み始めた。艦は火達磨となり戦闘開始から13分後の5時9分、突然爆発を起こして転覆した。戦死者は1190名の内、977名に及ぶ。真珠湾でのアメリカ戦艦アリゾナの死者が1300名である事を考えれば、フランス海軍最大の悲劇であった。（メルセルケビール海戦）。
ブルターニュは1952年に浮揚され、その後スクラップとして廃棄された。